# Heptarhia
Heptarhia (Greacă: ἑπτά + ἀρχή șapte + ținut) este numele colectiv dat regatelor anglo-saxone din sudul, estul și centrul Marii Britanii din timpul antichității târzii și al evului mediu timpuriu, care, unindu-se au dat naștere Regatului Angliei. 

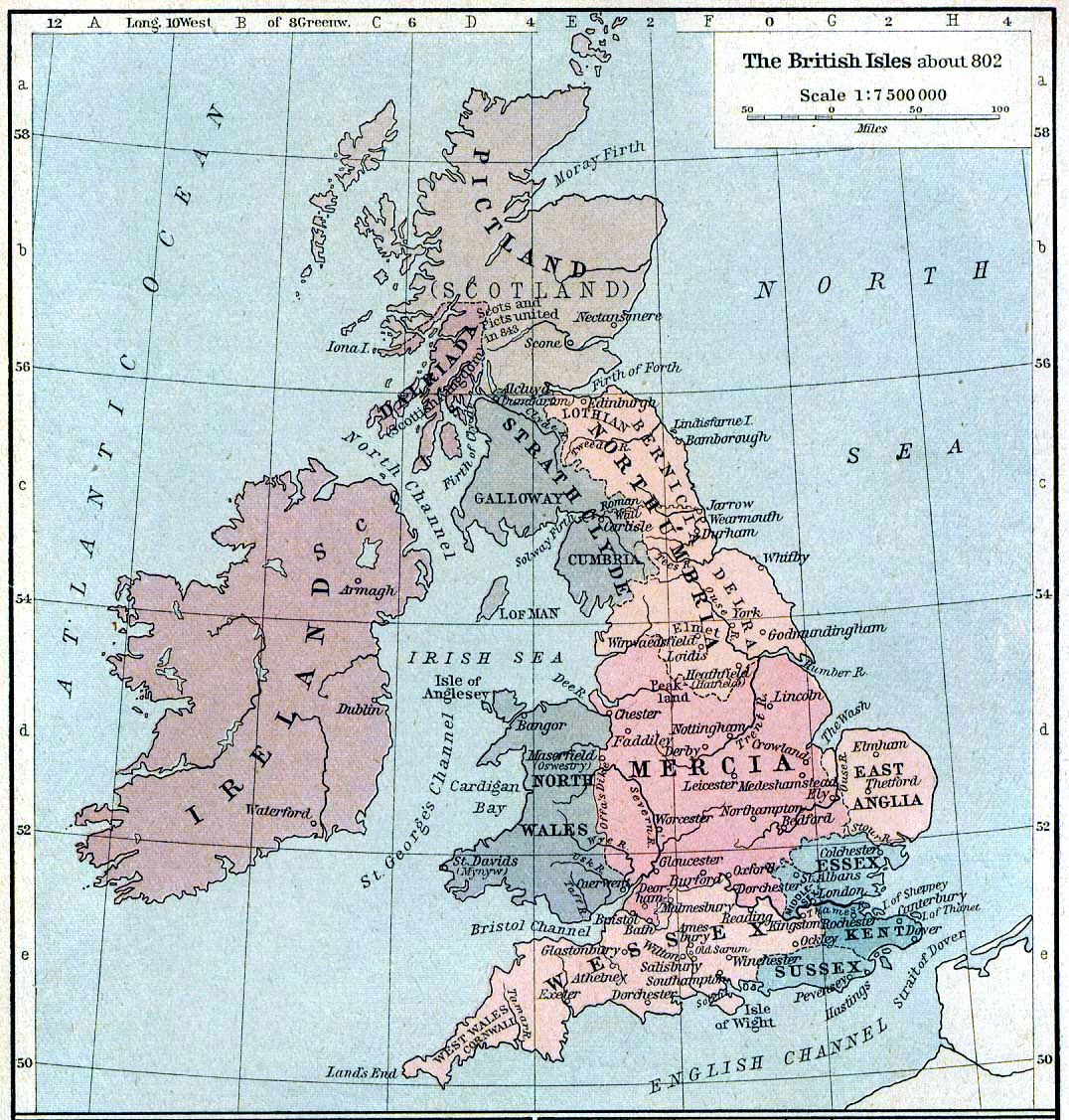
Heptrahia în anul 802

Prima folosire a acestui termen este atribuită istoricului englez din secolul al XII-lea, Henric de Huntington.
Prin convenție, perioada descrisă ca fiind “Heptarhia” acoperă timpul scurs între anii 500 și 850, între retragerea legiunilor romane din Britania până la unificarea regatelor în timpul lui Egbert de Wessex.
Termenul heptarhie se referă la cele sapte mari regate anglo-saxone, acestea fiind Northumbria, Mercia, Anglia de Est, Essex, Kent, Sussex și Wessex. În anumite perioade, anumiți conducători din Northumbria, Mercia și Wessex încercau să-și impună autoritatea asupra unor zone mai mari din Anglia, aceștia luandu-și titlul de Bretwalda. 
Heptarhia și-a găsit sfârșitul în mod treptat, raidurile vikingilor ducând la întemeierea unor asezări-enclave controlate de danezi, întâi la York, ajungându-se apoi la formarea ținutului Danelaw, aceștia câștigând un considerabil avantaj asupra vechilor regatelor anglo-saxone, măcinate de micile rivalități. Unitatea acestora din urmă împotriva dușmanilor era cu singuranță necesară, astfel că în timpul domniei lui Alfred de Wessex anglo-saxonii încă rezistau și ideea că formau un singur popor devenise din ce în ce pronunțată. Următorii regi din Wessex, în mod special, Athelstan au întărit progresiv statul unitar, heptarhia vechilor regate devenind în final irelevantă.
Studiile recente relevă totuși faptul că unele regate ale heptarhiei, Essex și Sussex nu au atins același statut față de celălalte. De asemenea, pe lângă cele șapte regate cunoscute se pare că existau și alte numeroase formațiuni statale, unele dintre acestea având în anumite perioade o oarecare significanță. Unele dintre aceste regate sunt: Bernicia și Deira în cadrul Northumbriei; Lindsey, în Lincolnshire; Hwicce, în Midlands; Magonsaete sau Magonset, în Mercia; Wihtwara, un regat al iuților; Hastingas, în jurul orașului Hastings din Sussex; și Gewisse, un trib saxon din Hampshire devenit mai târziu regatul. Wessex. Din aceste motive, istoricii secolului al XX-lea au considerat termenul “heptarhie” nesatisfăcător, o parte evitând să îl folosească, pe motiv că nu descrie cu acuratețe perioada la care se referă. Cu toate acestea, este totuși utilizat câteodată, de conveniență, pentru această fază a dezvoltării Angliei.

## Heptarhia anglo-saxonă
Cele mai importante șapte regate anglo-saxone erau:
- Sussex
- Kent
- Wessex
- Essex
- Anglia de Est
- Mercia
- Northumbria, incluzând Bernicia și Deira

### Regate minore și alte teritorii
- Meonwara
- Withwara
- Regatul Surrey
- Iclingas, precursor al Merciei
- Lindsey
- Hwicce
- Hastingas